# Timothy Bowes-Lyon, 16. jarl af Strathmore og Kinghorne
Timothy Bowes-Lyon, 16. og 3. jarl  af Strathmore og Kinghorne (født 18. marts 1918 i County Durham, England, død 13. september 1972 i Angus, Skotland) var en britisk adelsmand. Han var søn af den 15. jarl af Strathmore og Kinghorne og nevø til Elizabeth Bowes-Lyon, der var gift med kong Georg 6. af Storbritannien. Han var dermed fætter til dronning Elizabeth 2. af Storbritannien.

## Familie
Timothy Bowes-Lyon var den næstældste søn af Patrick Bowes-Lyon, 15. jarl af Strathmore og Kinghorne og Lady Dorothy Godolphin-Osborne. Han var sønnesøn af Claude Bowes-Lyon, 14. jarl af Strathmore og Kinghorne og grevinde Cecilia Bowes-Lyon (født Cecilia Nina Cavendish-Bentinck). Gennem sin farmor var han også efterkommer af de britiske premierministre William Henry Cavendish-Bentinck, 3. hertug af Portland og William Cavendish, 4. hertug af Devonshire.
Han var nevø (brorsøn) til Elizabeth Bowes-Lyon (1900–2002), der blev gift med kong Georg 6. af Storbritannien. Efter kong Georg 6.'s død i 1952 blev Elizabeth Bowes-Lyon kendt som dronningemoderen frem til sin egen død i 2002. Han var dermed fætter til dronning Elizabeth 2. af Storbritannien (1926–2022) og til Prinsesse Margaret, grevinde af Snowdon (1930–2002). 
Blandt andre slægtninge er hans farbror John Bowes-Lyon, der var bror til dronningemoderen, og dennes næstældste datter Anne Bowes-Lyon, der i sit andet ægteskab var gift med Prins Georg af Danmark. 

## Liv
Timothy Bowes-Lyons ældste bror (den ærede John Patrick Bowes-Lyon, Master of Glamis – kendt som Lord Glamis) omkom under 2. verdenskrig den 19. september 1941. Den 25. maj 1949 efterfulgte Timothy Bowes-Lyon som ældste overlevende søn sin far som jarl af Strathmore og Kinghorne.
Timothy Bowes-Lyon giftede sig den 18. juni 1958 med den irske sygeplejerske Mary Bridget Brennan (ca. 1923–8. september 1967). De fik en datter Lady Caroline Frances Bowes-Lyon (8. december 1959–1. januar 1960), der dog døde mindre en måned efter sin fødsel.
Da Timothy Bowes-Lyon hverken efterlod sig børn, andre efterkommere eller brødre gik titlen som jarl videre til fætteren Michael Bowes-Lyon, 17. jarl af Strathmore og Kinghorne i 1972.